# Enrico Carusi
Enrico Carusi (Pollutri, 1º febbraio 1878 – Città del Vaticano, 14 dicembre 1945) è stato un bibliotecario italiano, distintosi come editore di manoscritti.

## Biografia
Nato da Filippo e da Gaetanina Giuliani, studiò presso il seminario vescovile di Chieti e il collegio Nazareno di Roma. Si laureò in Lettere a Roma nel 1901. 
Insegnò per un anno al seminario di Chieti. Nel 1904 entrò alla Biblioteca apostolica vaticana con l'incarico di catalogare i manoscritti latini e dal 1907 come scrittore per le lettere latine.
Pubblicò, nei Rerum Italicarum scriptores, il Diarium Romanum di Giacomo Gherardi (1904) e diede alle stampe i Dispacci e lettere dello stesso Gherardi (1909). 
Preparò l'edizione di lettere inedite di Luigi Gaetano Marini.
Con Marco Vattasso pubblicò due volumi dei manoscritti dei Codices Vaticani Latini (1914 e 1920).
Trascrisse e pubblicò (come membro della Reale Commissione Vinciana tra il 1923 e il 1941) una serie di edizioni di Codici leonardeschi.
Altre sue opere furono L'indizione nella datazione delle carte romane dei secoli VIII-IX (1901), il Cartario di S. Maria in Campo Marzio (1948), i Monumenti paleografici veronesi (1934).
Fu membro dell'Associazione italiana biblioteche. La sua biblioteca privata fu donata al seminario di Chieti.